# Danuta Lubowska
Danuta Ewa Lubowska, po mężu Goch (ur. 21 maja 1956 w Zabrzu) – polska gimnastyczka sportowa, olimpijka z Monachium 1972.
Zawodniczka Górnika Zabrze w latach 1967-1973. Mistrzyni Polski w skoku przez konia w roku 1972.
Na igrzyskach olimpijskich w 1972 roku zajęła:
- 10. miejsce w wieloboju drużynowym,
- 56. miejsce w skoku przez konia
- 70. miejsce w ćwiczeniach wolnych,
- 84. miejsce w wieloboju indywidualnym,
- 91. miejsce w ćwiczeniach na poręczach,
- 98. miejsce w ćwiczeniach na równoważni.